# Arnaud Valois
Arnaud Valois es el nombre artístico de Arnaud Rene Clément Valois, un actor francés nacido el 29 de febrero de 1984. Inició su carrera en el año 2006. Actualmente es reconocido por interpretar el personaje de Nathan en 120 latidos por minuto.

## Biografía
Formado en la clase gratuita del curso de Florent, Arnaud Valois se hizo conocido con Charlie 's Charlie, la película de Nicole Garcia, lanzada en 2006, en la que interpretó uno de los papeles principales junto a Vincent Lindon y Benoît Magimel. A continuación, protagoniza Cliente de Josiane Balasko y La chica del tren de André Téchiné.
Después de un paréntesis de varios años con el cine, regresa a la pantalla grande en 2017 con 120 latidos por minuto de Robin Campillo en el papel de Nathan, papel principal, con Nahuel Pérez Biscayart y Adèle Haenel. Durante su presentación, tuvo éxito en el Festival de Cannes. Debido a su interpretación, obtuvo una nominación en los Premios Lumieré como Mejor Revelación masculina.

## Filmografía
- 2004: Plutôt d'accord de Christophe y Stéphane Botti (cortometraje).
- 2006: Selon Charlie de Nicole Garcia: Adrien.
- 2007: L'Application des peines de Cyprien Vial (cortometraje): Hugo.
- 2008: Cliente de Josiane Balasko: Sylvain.
- 2009: La Fille du RER de André Téchiné: Gabi.
- 2011: Eyes Find Eyes de Jean-Manuel Fernández y Sean Price Williams: Thomas.
- 2017: 120 latidos por minuto de Robin Campillo: Nathan.
- 2019: Paradise Hills de Alice Waddington: Hijo
- 2023: Good Grief de Daniel Levy: Theo